# Alice Nkom
Pour les articles homonymes, voir Nkom (homonymie).
Alice Nkom, née le 14 janvier 1945 à Poutkak, dans la région du Littoral au Cameroun, est une avocate camerounaise. Première femme à exercer cette profession au Cameroun, elle est principalement engagée dans la défense des droits LGBT.

## Biographie

### Enfance et études
Elle étudie en France et au Cameroun. Elle a 18 ans lorsqu'elle arrive à Toulouse pour y étudier le droit. Elle est inscrite de 1963 à 1964 à la faculté de droit et de sciences économiques. Elle retourne ensuite au Cameroun, son pays natal, pour finaliser sa formation. Elle sort diplômée en 1968 de l'université fédérale du Cameroun. Elle est en 1969 la première femme avocate du pays. Elle ouvre un cabinet d'avocat à Douala, capitale économique du Cameroun.  

### Carrière

#### Débuts et engagement politique
La carrière d'avocate d'Alice Nkom commence à Douala. Elle est alors l'unique femme de la profession. Le métier d’avocat est en effet à l'époque réservé aux hommes et pour la plupart des hommes blancs. Elle se consacre au début de sa carrière à la défense des victimes de violences policières et de discriminations. Une loi anti-homosexualité est ajoutée au Code pénal camerounais en 1972. L'avocate décide alors de défendre les accusés d'homosexualité. 
Militante du Front social démocrate (SDF) en 1990, elle va plus tard se rallier au Rassemblement démocratique du peuple camerounais (RDPC). Dans l'optique de défendre la cause des veuves et des orphelins, elle préside l'association des avocates au Cameroun, dont elle est membre fondatrice.

#### Défense des droits des homosexuels
Elle fonde en 2003, l'Association de défense des homosexuels du Cameroun (Adefho).  
Elle défend en 2005, onze jeunes homosexuels emprisonnés, et en 2013, obtient le premier acquittement de deux jeunes homosexuels dans un pays où la pénalisation de l'homosexualité existe depuis 1972. 
En 2011, elle défend un étudiant, Roger Jean-Claude Mbede, condamné à 3 ans de prison pour l'envoi d'un texto à l'homme qu'il aimait. L'affaire fait grand bruit. Roger Jean-Claude Mbede est libéré en 2012 et devient un symbole de la cause homosexuelle au Cameroun. Il meurt en 2014, Alice Nkom accusant sa famille de l'avoir « laissé crever ».
Elle compte parmi les rares personnalités camerounaises à s'être investie sur le sujet. En 2012, The New Yorker la sacre « Africaine de l'année ».
Un documentaire, Sortir du Nkuta (Sortir du placard), de Céline Metzger, lui est consacré.
Ce combat lui attire les foudres d'un bon nombre de ses concitoyens ainsi que du gouvernement camerounais. Régulièrement menacée, comme le prouvent les multiples plaintes qu'elle a déposées, elle a choisi de se battre à plein temps pour les droits des homosexuels, notamment en attaquant la constitutionnalité de l'article 347 bis du Code pénal camerounais, qui condamne l'homosexualité de 6 mois à 5 ans de prison. Elle est récompensée en mars 2014 pour son travail de promotion des droits des homosexuels en Afrique par le prix des droits de l'Homme de la section allemande d'Amnesty international.

## Récompenses
- 2013 : Lauréat du Prix Amnesty des droits de l’homme[11].
- 2018 : Lauréate avec le Tunisien Mounir Baatour du premier Prix pour la liberté, porté par les associations Idaho France, Mousse et Stop Homophobie, pour leur combat en faveur des droits des personnes LGBTI[12].